# 福原長者原官衙遺跡
座標: 北緯33度43分43秒 東経130度58分58秒 / 北緯33.72861度 東経130.98278度
福原長者原官衙遺跡（ふくばるちょうじゃばるかんがいせき）は、福岡県行橋市南泉にある官衙遺跡。2017年（平成29年）10月13日、国の史跡に指定された。

## 遺跡の性格
2010年から実施された、東九州自動車道の建設工事にともなう発掘調査の結果、福原長者原官衙遺跡は、九州最大規模の官衙（政庁、役所）遺跡であり、飛鳥の藤原宮をモデルに設計されていることがわかった。本遺跡がある京都（みやこ）平野には首長墓や国分寺などがあり、古代豊前国の中枢であった。畿内から見れば、瀬戸内海の西端に位置する豊前は、九州上陸の玄関口にあたる重要な国であった。古代の海岸線は、現状よりも京都平野の奥へと入り込んでおり、本遺跡の位置は現状よりも海岸に近かった。
本遺跡はその規模から豊前国府かその関連施設とみられるが、7世紀末という、他国の国府よりも早い時期に整備されていること、規模が著しく大きいことから、単なる国府ではなく、中央政府が外交・軍事上重要な西海道の拠点として、大宰府政庁とともに整備した施設であったことも考えられる。史跡指定名称を「豊前国府跡」でなく「福原長者原官衙遺跡」としているのは、本遺跡が国府以上の存在であった可能性があるためである。本遺跡は8世紀半ばに廃絶しており、国府としての機能は他所へ移転した可能性が高い（有力な移転先は福岡県みやこ町の「豊前国府跡」）。本遺跡は九州最大級の規模を有する官衙遺跡であり、日本の古代国家における地方支配の実態を知るうえで重要である。

## 調査の経緯
1996年から1997年にかけて、県道拡幅工事にともない発掘調査が行われた（第1・2次調査）。第1次調査では2種類の溝（幅はそれぞれ5メートルと3メートル）、古墳時代の竪穴建物跡などが確認された。このうち、2種類の溝は、政庁敷地の周囲を限っていた新旧2つの区画溝の遺構であることが判明した。
2010年から2012年にかけて、福岡県教育委員会（2011年からは調査主体が九州歴史資料館に変更）による本格的発掘調査が行われ、土地を方形に区切っていた区画溝や廻廊状遺構、これらで囲まれた土地に建っていた大規模な掘立柱建物群などの存在が明らかになり、本遺跡が8世紀前半を中心とする時期の官衙遺構であることが明らかとなった。新旧2つある区画溝の東西の長さは、古いほうが128メートル、新しいほうが150メートルであることもわかり、官衙の規模がきわめて大きいことがわかった。
その後、2012年から2015年にかけて、行橋市教育委員会が調査を行った（第4次から第10次調査）。これは、東九州自動車道建設地以外の場所における遺跡の範囲と内容確認のための発掘調査と地中レーダー探査を行ったものである。
国の史跡指定範囲は大部分が行橋市南泉2丁目で、一部が南泉1丁目および大字矢留字中原に属する。この土地の住居表示実施以前の地名は大字福原字長者原で、遺跡名もこれに由来する。長者原という地名はかつて何らかの大きな建物が存在したことを示唆している。

## 遺構
政庁敷地を区切っていた溝は新旧2つある。一時期存在した廻廊状建物は、取り壊して柵または掘立柱塀に造り直されていた。南門や東門も建て替えられている。これらの知見を整理すると、本遺跡の遺構は以下の3つの時期に分けて考えることができる。
- I期 - 7世紀末から8世紀初頭
- II期 - 8世紀第一・四半期
- III期 - 8世紀第二・四半期

I期の政庁は、幅3メートルの大溝で囲まれていた。この溝の長さは東西が128メートル、南北が135メートル以上であった（溝の南端が不明のため、南北の正確な長さは不明）。溝の内側の様子についてはあまりくわしくわかっていないが、政庁の東脇殿とみなされる南北棟の掘立柱建物の跡が検出されている。
II期は、前述の幅3メートルの溝を埋め戻し、新たに一辺150メートル、幅5メートルの、上から見ると正方形の溝が造られた。この正方形で区画された内側には廻廊状遺構があり、その南面と東面に門を開いていたことが確認できる（西門と北門の存在は、調査範囲外のため未確認）。一辺の長さ118メートルの廻廊状遺構で囲まれた内側には、北寄りに桁行7間、梁間3間の、政庁正殿とみられる東西棟の大型掘立柱建物があった。廻廊状遺構内の南寄りには東と西の対称的位置に、それぞれ桁行6間、梁間2間、南北棟の掘立柱建物があり、これは政庁の脇殿とみられる。前述の門のうち、南門は本柱の前後に4本ずつの控柱を立てる八脚門、東門は前後に2本ずつの控柱を立てる四脚門であった。前述の溝と廻廊状遺構との間には幅12メートルの空閑地がめぐっていた。
III期は、II期に存在した廻廊状建物が破棄され、柵か掘立柱塀のような簡易な仕切りに変わった。正殿、南門、東門なども建て替えられ、南門は小ぶりになるなど、この時期に官衙の性格が変わり、役所としての機能が他所へ移った可能性が高い。8世紀半ば以降は出土遺物も激減し、もはや官衙として存続していなかったとみられる。
郡衙の政庁が一辺50メートル程度、国府の政庁でも一辺100メートル程度の規模が通常であり、本遺跡II期の一辺150メートルは破格であり、大宰府政庁に迫る規模である。正門については、九州（西海道）では郡衙政庁は四脚門、国府政庁は八脚門とするのが通例であり、本遺跡は国府クラスの施設であったと推定される。区画溝と廻廊の間に広い空閑地を設けるのは、荘厳さを演出するためとみられるが、このような空閑地と溝（外堀）をもつプランは飛鳥の藤原宮にその例がみられ、本遺跡のプランは藤原宮のそれをモデルにしたものと推定される。

## 出土品
おもに8世紀前半の土師器、須恵器、少量の瓦、硯などが出土している。須恵器の坏蓋を硯に転用した転用硯は、その様式から7世紀第四・四半期にさかのぼるとみられるが、大部分の出土品は8世紀前半のものである。他に、金属加工関連遺品である鞴（ふいご）の羽口や取瓶（とりべ）なども出土している。